# Management Information Resources for eGovernment

MIReG (Management Information Resources for eGovernement) est un projet qui vise à développer des extensions du Dublin Core pour les informations gouvernementales basées sur les recommandations nationales des administrations publiques des États membres de l'Union européenne. MIReG est un projet de l'IDABC.
MIReG permet d'établir un framework de métadonnées utilisable par chaque État membre de l'Union européenne.
En 2007, les deux seuls États membres qui participent à ce projet sont le Royaume-Uni et le Danemark. Le DCMI (Dublin Core Metadata Initiative) participe également à ce projet.
Toute mise en œuvre d'un référentiel tel que le Dublin Core doit s'appuyer au préalable sur les recommandations de la norme ISO/CEI 11179 sur les registres de métadonnées (non encore traduite en français en 2007).

## Compléments